# Felipe Pena (lutador)
Felipe Carsalade Araujo Pena (Belo Horizonte, 19 de outubro de 1991) é um praticante brasileiro de jiu-jitsu brasileiro e bicampeão mundial do ADCC.

## Carreira
Pena, apelidado de Preguiça, conquistou diversas medalhas nos campeonatos mundiais da IBJJF e do ADCC ao longo de sua carreira, competindo dezenas de vezes no mais alto nível do esporte e derrotando alguns dos maiores nomes. Pena venceu Erberth Santos no co-evento principal do BJJ Bet em 6 de setembro de 2020, mas sofreu uma lesão no tornozelo durante a luta e ficou fora das competições pelo restante do ano.

### 2021
Pena foi convidado a competir no grand prix dos pesos-pesados do BJJ Stars 5, realizado em 5 de fevereiro de 2021. Ele derrotou Luiz Panza, Erich Munis e Gutemberg Pereira para conquistar o título. No BJJ Stars 6, em 26 de junho de 2021, Pena participou de uma superluta e finalizou Patrick Gaudio no evento principal.

### 2022
Pena retornou ao evento BJJ Stars 8 em 30 de abril de 2022, onde derrotou Henrique Ceconi. Em seguida, foi convidado a competir no Campeonato Mundial de Submission da ADCC de 2022, entrando na divisão acima de 99 kg. Ele venceu Josh Saunders e Max Gimenis antes de perder para Nick Rodriguez, optando por não disputar a luta pela medalha de bronze para preservar energia para a divisão absoluta. Na categoria absoluta, venceu Roberto Jimenez na primeira rodada, mas perdeu por pontos para Tye Ruotolo na segunda.

### 2023
Pena enfrentou novamente Nick Rodriguez em 25 de fevereiro de 2023, no evento principal do Who's Number One, e venceu por decisão unânime.
Ele estava escalado para enfrentar Craig Jones no evento principal do UFC Fight Pass Invitational 4, em 29 de junho de 2023. Pena perdeu a luta no tempo extra, por escape mais rápido.
No dia 10 de agosto de 2023, enfrentou Haisam Rida no Who's Number One 19 e venceu por finalização com um estrangulamento pelas costas.
Mais tarde, competiu contra Nicholas Meregali no co-evento principal do UFC Fight Pass Invitational 5, em 9 de dezembro de 2023, sendo finalizado durante a luta.
Em 2021, Pena expressou interesse em migrar para o MMA, afirmando que pretendia se tornar campeão também nesse esporte, embora ainda não tenha agendado sua estreia oficial.

### Rivalidade com Gordon Ryan
Pena é a única pessoa a ter derrotado Gordon Ryan duas vezes em competições, sendo também o único atleta a finalizá-lo em uma luta de faixa-preta. A rivalidade entre os dois começou em 2016, quando se enfrentaram em uma superluta no Studio 540, com vitória de Pena por estrangulamento pelas costas. No ano seguinte, encontraram-se novamente na final da divisão absoluta do ADCC 2017, onde Pena venceu Ryan por pontos e conquistou o título. Nos anos seguintes, os dois trocaram declarações públicas sobre a possibilidade de uma terceira luta, embora a luta não tenha sido agendada por vários anos. Eventualmente, os dois concordaram com uma aposta para a terceira luta: Ryan colocaria US$ 100.000 do próprio bolso contra US$ 10.000 de Pena.
A terceira luta foi marcada sem limite de tempo e com vitória apenas por finalização, ocorrendo em 7 de agosto de 2022, no evento principal do Who's Number One. Aos 44 minutos de luta, Pena desistiu, e Ryan foi declarado vencedor. Pouco depois, foi revelado que Pena havia tentado cancelar a luta em razão do assassinato de seu amigo próximo e também competidor Leandro Lo, ocorrido na noite anterior. Pena pediu aos organizadores que limitassem a luta a 30 minutos, mas Ryan, que queria manter as regras originais, ofereceu-se para adiar o combate. Após negociações com a organização, que resultaram em um aumento na bolsa e uma revanche garantida para Pena, a luta foi mantida.
Os dois concordaram em manter a mesma aposta monetária para um possível quarto confronto no Campeonato Mundial de Submission da ADCC de 2022, onde Ryan competiria na divisão acima de 99 kg. Para viabilizar esse confronto, Pena solicitou a mudança para a mesma categoria de peso. No entanto, Pena acabou derrotado por Nick Rodriguez na semifinal e não enfrentou Ryan no evento.
A quarta luta entre Pena e Ryan foi então agendada para 25 de fevereiro de 2023 como evento principal de outro card do Who's Number One. Para se preparar, Pena realizou seu camp na ATOS, treinando com André Galvão e sua equipe. Poucos dias antes da luta, Ryan desistiu do combate alegando problemas estomacais, sendo substituído por Nick Rodriguez. Pena venceu a luta por decisão.
O quarto combate entre os dois finalmente ocorreu como uma superluta no primeiro dia do Campeonato Mundial de Submission da ADCC de 2024, em 17 de agosto de 2024. Pena foi derrotado por 2 a 0 nos pontos, empatando o placar da rivalidade com duas vitórias para cada lado.

### 2024
Pena enfrentou Rafael Lovato Jr. em uma luta de pesos pesados no evento Who's Number One 23: Meregali vs Rocha, em 10 de maio de 2024. Ele venceu a luta por decisão.
Pena foi convidado para competir na divisão acima de 99 kg no Campeonato Mundial de Submission da ADCC de 2024. Ele venceu todas as quatro lutas e conquistou a medalha de ouro na categoria acima de 99 kg. Além disso, participou de uma superluta no primeiro dia do evento contra Gordon Ryan, mas foi derrotado por decisão dos juízes.
Pena também enfrentou Declan Moody no evento principal do Who’s Number One 25, em 4 de dezembro de 2024. Ele venceu a luta por finalização, com uma guilhotina.

## Controvérsias
Pena testou positivo duas vezes para substâncias proibidas, em 2015 e em 2022. Em ambos os casos, os testes ocorreram após sua participação e vitória no Campeonato Mundial da IBJJF do ano anterior, resultando na perda dos respectivos títulos.